# Julie Perreault
 (janvier 2023).
Pour les articles homonymes, voir Perreault.
Julie Perreault, née le 6 juin 1976 à Le Gardeur (Repentigny), est une actrice et photographe québécoise. 

## Biographie
Julie Perreault naît le 6 juin 1976 à Le Gardeur, aujourd'hui un secteur de la ville de Repentigny. Elle passe ensuite son adolescence à Saint-Jean-Chrysostome (aujourd'hui  Lévis). C'est à l'âge de 18 ans qu'elle décide de s'installer à Montréal pour y faire des études au Conservatoire d'art dramatique de Montréal[source secondaire souhaitée]. Elle en est promue en 1998[réf. nécessaire].
Elle joue d'abord dans quelques pièces de théâtre telles La Gourde magique de François Tardif, puis passe à la télévision la même année et joue dans Bébé dragons, où elle tient le rôle de Marie-Anne. 
À partir de 1998, elle se fait connaître dans plusieurs pièces de théâtre :
- Chacun sa vérité de Pirandello (1999);
- Lorenzaccio de Alfred de Musset (1999);
- Crime contre l'humanité de Geneviève Billette (1999).

En 2000, on peut la voir jouer au Théâtre d'Aujourd'hui dans les pièces La Nostalgie du Paradis et Clone-moi  de François Archambault.
Par la suite, elle joue des rôles secondaires dans deux séries pour les jeunes : Ramdam (2002) où elle joue le rôle de Liette et Réal-TV (2002-2003) où elle joue le rôle de Adèle.  
En 2003, après un congé de maternité, elle décroche un rôle dans la série 3X Rien des Mecs comiques. Elle y tient le rôle de Caro de 2003 jusqu'à la fin de la série en 2006. 
En 2005, elle tient le rôle de Fanny, une propriétaire de bar fonceuse et bornée, dans la série Minuit, le soir. À l'été, Julie Perreault interprète Justine dans le film Horloge biologique. 
L'actrice se fait remarquer en atteignant la demi-finale à l'émission Le Match des étoiles, une version québécoise de Dancing with the Stars animée par Normand Brathwaite.
En 2007, elle joue la policière Hélène dans Les 3 P'tits Cochons, premier film de Patrick Huard. 
On peut aussi la voir dans le film Bluff, réalisé par Simon-Olivier Fecteau et Marc-André Lavoie. La même année, Julie fait un retour à la télé en compagnie d'Isabel Richer et de Sylvie Léonard dans la série Les Sœurs Elliot à TVA. Elle y tiendra le rôle d'Eugénie pendant 2 saisons. 
En 2008, elle fait un retour au théâtre avec le personnage d'Anne dans La Petite Pièce en haut de l'escalier.
Après une pause de 2 ans, Julie retourne jouer au théâtre dans la pièce In Extremis présentée au Théâtre du Rideau Vert aux côtés de Karine Vanasse. Par la même occasion, on peut la voir à la télévision dans la série 19-2 de Podz, où elle joue le rôle d'Isabelle Latendresse, une sergente détective qui travaille pour le poste 19 du Service de la police métropolitaine de Montréal.
Au début de l'année 2014, elle joue le rôle de Andréa Sakedaris dans la websérie Projet-M diffusée à Ztélé.
En 2015, elle interprète le rôle de Isabelle Cousineau dans la quotidienne 30 vies sur ici Radio-Canada télé pendant la dernière saison de la série.
En 2016, elle décroche le rôle de Brigitte Francoeur dans la série L'Échappée diffusée à TVA.
En 2017 elle obtient le rôle de Audrey L. Maurice dans la série Catastrophe sur Super Écran.
En 2021, elle deviendra la policière Alice Martin-Sommer dans une toute nouvelle série policière Doute raisonnable.

### Autres activités
Julie Perreault développe une passion pour l'image et la lumière sur le plateau de la série 3X Rien. Plus tard, elle commence à pratiquer le métier de photographe en dehors des tournages[source secondaire souhaitée].  
En 2007, elle crée Espace Urbain, son propre studio de photo situé à Montréal sur le boulevard Saint-Laurent. 
Fin 2009, Julie met fin à sa collaboration avec l'équipe du studio pour travailler à son compte. Depuis, elle travaille librement et est souvent appelée à réaliser des photos pour des magazines et portraits d'artistes québécois.
Août 2019, Julie Perreault et la photographe Andréanne Gauthier ouvrent le studio Liverman situé sur la rue Beaudry à Montréal, un projet d'un nouveau studio sur lequel les 2 photographes amies ont travaillé tout l'hiver.

### Vie privée
De 1999 à 2019, elle a fréquenté l'acteur Sébastien Delorme, avec lequel elle a été fiancée. Le couple a eu deux enfants, Thomas Delorme, également acteur, né en 2001, ainsi qu'Elizabeth, née en 2009.
Depuis 2024 elle fréquente l’acteur et humoriste Stéphane Rousseau .

## Filmographie

### Cinéma
- 2004 : Trois petits coups (court métrage) : Laurette
- 2005 : Horloge biologique : Justine
- 2007 : Les 3 P'tits Cochons : Hélène
- 2007 : Bluff : Céline
- 2010 : Reste avec moi : Laurie
- 2015 : Le Mirage : Isabelle
- 2019 : Merci pour tout : Marianne Cyr

### Télévision
- 2001-2008 : Ramdam : Liette
- 2001-2004 : Réal-TV : Adèle
- 2003-2006 : 3X Rien : Caro
- 2005-2007 : Minuit, le soir : Fanny
- 2007-2008 : Les Sœurs Elliot : Eugénie
- 2010-2014 : Toute la vérité : Isabelle Jacques
- 2011-2015 : 19-2 : Isabelle Latendresse
- 2014-2016 : Les Jeunes loups : Claudie St-Laurent
- 2015-2016 : 30 vies : Isabelle Cousineau
- 2016-2020 : L'Échappée : Brigitte Francoeur
- 2016-2017 : Catastrophe : Audrey
- 2021 : Doute raisonnable : Alice Martin

## Théâtre
- 1997 : La Gourde magique : Marie
- 1999 : Chacun sa vérité : Dina
- 1999 : Lorenzaccio : Louise Strozzi
- 1999 : Crime contre l'humanité : Charotte
- 2000 : Le Songe d'une nuit d'été : Hermia
- 2000 : La Nostalgie du paradis : Judith
- 2008 : La Petite Pièce en haut de l'escalier : Anne
- 2011 : In extremis : Marjolaine

## Prix et distinctions
Nominations
- 2005 : Gémeaux - Meilleure interprétation premier rôle féminin
- 2006 : Artis - Rôle féminin / téléséries québécoises
- 2006 : Gémeaux - Meilleure interprétation premier rôle féminin
- 2007 : Gémeaux - Meilleure interprétation premier rôle féminin
- 2008 : Jutra - Meilleure actrice
- 2008 : Artis - Rôle féminin / téléséries québécoises
- 2009 : Artis - Rôle féminin / téléséries québécoises
- 2011 : Artis - Rôle féminin / téléséries québécoises